# Markus Söder
Markus Söder (sinh ngày 5 tháng 1 năm 1967 ở Nürnberg) là một chính trị gia và đảng viên của đảng CSU. Vào ngày 16 tháng 3 năm 2018, ông được bầu làm thủ hiến bang Bayern.·
Söder là Bộ trưởng Bộ Tài chính, Phát triển Khu vực và Quê hương Bayern từ năm 2011. Vào đầu tháng 12 năm 2017, Horst Seehofer tuyên bố từ chức chức vụ thủ hiến Bayern vào ngày mà sẽ được xác định vào đầu năm 2018. Söder được bổ nhiệm làm người kế nhiệm ông trong vị trí này và là ứng cử viên hàng đầu cho CSU trong cuộc bầu cử bang Bayern năm 2018.·

## Quan điểm chính trị và các tranh cãi
Là Tổng thư ký CSU Söder không chỉ bị đối thủ chính trị của ông chỉ trích mà ngay trong đảng Söder cũng gây nhiều tranh cãi vì phong cách chính trị của ông. Ông bị cáo buộc, không dựa vào nội dung mà vào các chủ đề phổ biến hoặc dân túy, chẳng hạn như khi ông công khai hỗ trợ cho chương trình dành cho trẻ em "Sandman của chúng tôi" trên truyền hình Đức được tiếp tục và đề xuất trong các cuộc tranh luận làm sao người nhập cư có thể hội nhập tốt hơn, ở Bayern nên thường xuyên hát quốc ca Đức; nhưng ngay cả những năm đầu chính trị, ông chú trọng nhiều về các vấn đề dân túy.
Sau khi nhậm chức Bộ trưởng cho châu Âu trong năm 2007 Söder đã nhắm vào các nội dung trong các lĩnh vực chính sách môi trường và kỹ thuật di truyền. Ông chỉ trích thủ tướng Đức Angela Merkel và CDU vì lập trường của họ về kỹ thuật di truyền. Đồng thời Söder cũng tương đối cởi mở đối với đảng Xanh.

### Văn hóa giữa các dân tộc
Söder trong năm 2004 chống lại việc gia nhập Thổ Nhĩ Kỳ vào EU và ủng hộ lệnh cấm khăn trùm đầu gây tranh cãi đối với các nữ giáo viên tại các trường học ở Bayern. Theo ông ta, "thánh giá chứ không phải khăn trùm đầu" thuộc về trường học, và để vượt qua cuộc khủng hoảng ở Đức nên khen ngợi "những đức tính điển hình của Đức như hoạt động tích cực, đúng giờ và kỷ luật". Söder tuyên bố trong năm 2007 rằng ông chống lại một "cuộc đối thoại được hiểu sai lầm mà không có kết quả" với người nhập cư Hồi giáo. Ông đòi hỏi, người nào muốn sống ở đây về lâu dài, phải cam kết hoàn toàn với các giá trị địa phương. Ai không chấp nhận, không có tương lai ở đây. Năm 2010, Söder ủng hộ một lệnh cấm trùm kín hoàn toàn cơ thể.
Trong cuộc khủng hoảng người tị nạn năm 2015, Söder đặt câu hỏi về quyền cơ bản của việc tị nạn. Ông chỉ trích thủ tướng Angela Merkel và kêu gọi bảo vệ tốt hơn các đường biên giới bên ngoài của châu Âu. Ông đưa ra ý kiến về việc có thể lập hàng rào ở biên giới với Áo, bị lãnh tụ Đảng CSU Horst Seehofer bác bỏ. Việc kết nối quan điểm chính sách tị nạn của mình với các vụ tấn công Paris tháng 11 năm 2015 làm cho ông lại bị chỉ trích, một lần nữa cả bởi Seehofer và các chính trị gia khác của Liên minh CDU/CSU.